# 4 Corners (nhóm nhạc)
4 Corners là một nhóm nhạc hip-hop của New Zealand được thành lập vào năm 1998. Các bài hát On the Down Low và By My Side của nhóm lần lượt lọt vào top 40 trên bảng xếp hạng ở New Zealand vào năm 2005 và 2006.

## Lịch sử
Cái tên 4 Corners bắt nguồn từ 4 yếu tố chính của văn hóa hip hop trên thế giới: MCing (đọc rap), DJing, breakdancing (nhảy phá cách) và nghệ thuật graffiti (Graf). 4 Corners bao gồm hai MC, Koma và Hepaklypz, và DJ Omega B, được thành lập vào năm 1998 với các thành viên từ các nhóm khác nhau ở Hamilton.
Nhóm nhạc đã kết hợp trong album  Big Things" của P-Money và Major Flavors 4 của DJ Sir-Vere, đã đạt ba đĩa bạch kim trên các bảng xếp hạng. Họ cũng biểu diễn trực tiếp tại  phim trường của DJ Sir-Vere cho buổi hòa nhạc Missy Elliott. Vào tháng 1 năm 2005, họ quay video âm nhạc đầu tiên của mình (In the game 4 life) tại Wellington trong lễ hội Bodyrock. Vào đầu năm 2006, 4 Corners cũng đã lọt vào Top 3 (trong hơn 70 ban nhạc đã tham gia cuộc thi) cho cuộc thi Coke Tunes để khai mạc Edgefest 2006.
Kể từ khi thành lập, 4 Corners đã xuất hiện nhiều trong các chương trình truyền hình khác nhau như Coast và Tuhono trên Maori Television cũng như Mai Time and Space. Họ cũng đã biểu diễn tại các sự kiện như bNet Awards (Auckland), Big Day Out (Auckland), NZ ITF Finals (Auckland), Body Rock (Wellington), Respect Festival (Wellington), Aotearoa Hip Hop Summits (Chch & Auckland), Beat Street (Ham), Orientation () Resolution (Whitianga), Coyote Tour (Tga & Wellington), DMC DJ Comp (Wellington), Reprezent (Auckland), DJ Revolution (Chch). Họ đã lưu diễn trên toàn quốc trong một vài ngày cùng với Nesian Mystik và Misfits of Science.
Họ cũng đã kết hợp các nghệ sĩ hàng đầu ở New Zealand như Che Fu, King Kapisi, P-Money, Deceptikonz, Footsouljahs, Frontline & Scribe trong chuyến lưu diễn độc lập của mình cũng như khách mời xuất hiện cùng với Scribe tại các buổi hòa nhạc De La Soul, Q-Bert & 50 Cent.
Năm 2005, 4 Corners đã hợp tác với hãng thu âm độc lập Disruptiv Music để phát hành album đầu tay của họ. Đĩa đơn và video đầu tiên của Disruptiv, 'On the Downlow' được phát hành vào cuối năm 2005. Đĩa đơn đã lọt vào Top 40 trên bảng xếp hạng.
Họ hoàn thành việc thu âm cho album của mình tại York Street Studios vào cuối tháng 3 năm 2006. The Foundations có sự góp mặt của Che Fu, Ladi6, Tyra Hammond, Maia Rata và beat của P-Money, DJ Militia, Fire and Ice và DJ Ali. Doanh số bán ra của album ít hơn dự kiến.
Năm 2007, họ cũng được đề cử cho Album nhạc hip hop/ đô thị xuất sắc nhất tại Giải thưởng Âm nhạc New Zealand  và người quản lý của họ, Ayesha Kee, đã giành giải Người quản lý triển vọng của năm tại Giải thưởng Người quản lý Diễn đàn của NZ Music Managers cho công việc của cô với ban nhạc. Họ cũng có tiết mục biểu diễn nhạc nước ngoài thứ hai tại Lào sau nghệ sĩ nhạc rock Đan Mạch Michael Learns To Rock, nơi họ đã giới thiệu màn trình diễn và biểu diễn trước khoảng 10.000 người.

## Thành viên
- MC Hepaklyps
- MC Koma
- DJ Omega B
- DJ Militia

## Danh sách đĩa nhạc
| Năm        | Tiêu đề         | Nhãn đĩa | Xếp hạng | Quốc gia               | Chứng nhận |
| ---------- | --------------- | -------- | -------- | ---------------------- | ---------- |
| 2006, 2007 | The Foundations | Grindin  |          | New Zealand, Australia |            |